# Peteroma ligneola
Peteroma ligneola là một loài bướm đêm trong họ Noctuidae.